# John Gray
John Gray (Houston, 28 de dezembro de 1951) é um escritor norte-americano e autor de livros de comportamento e relacionamentos como Os Homens São de Marte, as Mulheres São de Vênus, Marte e Vênus Apaixonados, Marte e Vênus Juntos para Sempre e Marte e Vênus no Quarto.

## Biografia
John Gray é filho de um executivo do petróleo e de uma mãe que trabalhava em uma livraria espiritual, e cresceu com cinco irmãos. Seus pais eram cristãos e lhe ensinaram Yoga e o levaram para visitar o indiano Paramahansa Yogananda durante sua infância. A Autobiografia de um Iogue o inspirou muito, mais tarde na vida.
Ele recebeu um diploma de bacharel e mestre em Ciência da Inteligência Criativa, embora as fontes variem sobre se esses diplomas foram recebidos da Maharishi European Research University (MERU) não credenciada na Suíça ou da Maharishi International University credenciada em Fairfield, Iowa.

### Vida pessoal
Gray se casou com a autora de autoajuda Barbara De Angelis e eles se divorciaram em 1984, após o que ele reavaliou suas ideias sobre relacionamentos. Gray se casou com sua segunda esposa, Bonnie, em 1986; ela morreu de câncer em 2018. Gray tem uma filha e duas enteadas.